# Kathlaminimin
Kathlaminimin (Katlaminimin, Katlaminimim), pleme Chinookan Indijanaca s otoka Sauvie u oregonskom okrugu Multnomah. Lewis i Clark koji ih posjećuju krajem prvih godina 19. stoljeća navode ih uz Clacks-star, Cath-lah-cum-up, Clâh-in-na-ta, Cath-lah-nah-qui-ah, i Cath-lah-cam-mah-tup kao jedno od plemena Multnomaha s otoka Sauvie (od njih nazivan Multnomah). Kathlaminimin kasnije gube identitet ujedinivši se s plemenima Nemoit i Cathlacumup.

## Vanjske poveznice
- Lewis & Clark...  Arhivirana inačica izvorne stranice od 28. ožujka 2006. (Wayback Machine)
- Multnomah.[neaktivna poveznica]